# Будберг, Пётр Алексеевич
Peter Alexis Boodberg (Будберг, Пётр Алексеевич) 卜弼德 Bǔ Bìdé (8 апреля 1903—29 июня 1972) — американский китаист русского происхождения. Преподавал в Калифорнийском университете, Беркли, участвовал в становлении нескольких поколений учёных (en:David B. Honey, en:Gari Ledyard).

## Биография
Семья Будбергов, из балтийских немцев, занимала видное положение в имперской России. Пётр Алексеевич родился во Владивостоке, где его отец, Алексей Павлович, служил в генеральском чине. К началу Первой Мировой войны Пётр Алексеевич был кадетом в военной школе в Петербурге, но в 1915 году был вместе с братом отослан в Харбин, где приступил к изучению языков. Продолжил обучение в Восточном институте, Владивосток.
В 1920—1921 годах семья Будбергов оставила Россию и обосновалась в Сан-Франциско. В 1924 году Пётр Будберг получил звание бакалавра, в 1930 году — доктора, а в 1932 году начал преподавание в Калифорнийском университете, с которым была связана его дальнейшая жизнь и карьера.

## Семья
Дочь П.Будберга и его супруги, Елены (1896—1980), Ксения — концертирующая пианистка.